# Papp János (római katolikus pap)
Papp János (Komárom, 1808 – Darnó, 1843. augusztus 6.) római katolikus pap.

## Élete
1825-tól 1831-ig bölcseletet és Nagyszombatban a teológiát végezte. 1832-ben Esztergomban a lelkészi nevelő intézetben alkalmazták; azután segédlelkész volt Szentpéteren (Komárom megye) 1834-től haláláig a darnói (Moson megye) plébánia adminisztrátora; egyszersmind Moson és Esztergom vármegyék és a bácsai szék táblabírája volt. 35 évesen hunyt el tüdősorvadásban.

## Munkája
- Egyházi beszéd, mellyet nagy boldog asszony napján 1881. eszt. szab. kir. Rév-Komárom városának Sz. András templomában élő nyelven mondott. Komárom.